# Občiny (Poděbaby)
Občiny (dříve V Občinách) jsou základní sídelní jednotka v katastrálním území Poděbaby města Havlíčkův Brod v kraji Vysočina. Nachází se asi 3 km jihozápadně od centra Havlíčkova Brodu. Je zde registrováno 17 čísel popisných.
Severovýchodně od Občin se nachází letiště Havlíčkův Brod. Občinami prochází zpevněná silnice, která je napojuje na silnici I/34, nezpevněnou silnicí jsou Občiny spojeny s Poděbaby. Nachází se zde kříž a malý rybník, severozápadně přírodní koupaliště Občiny.

## Galerie

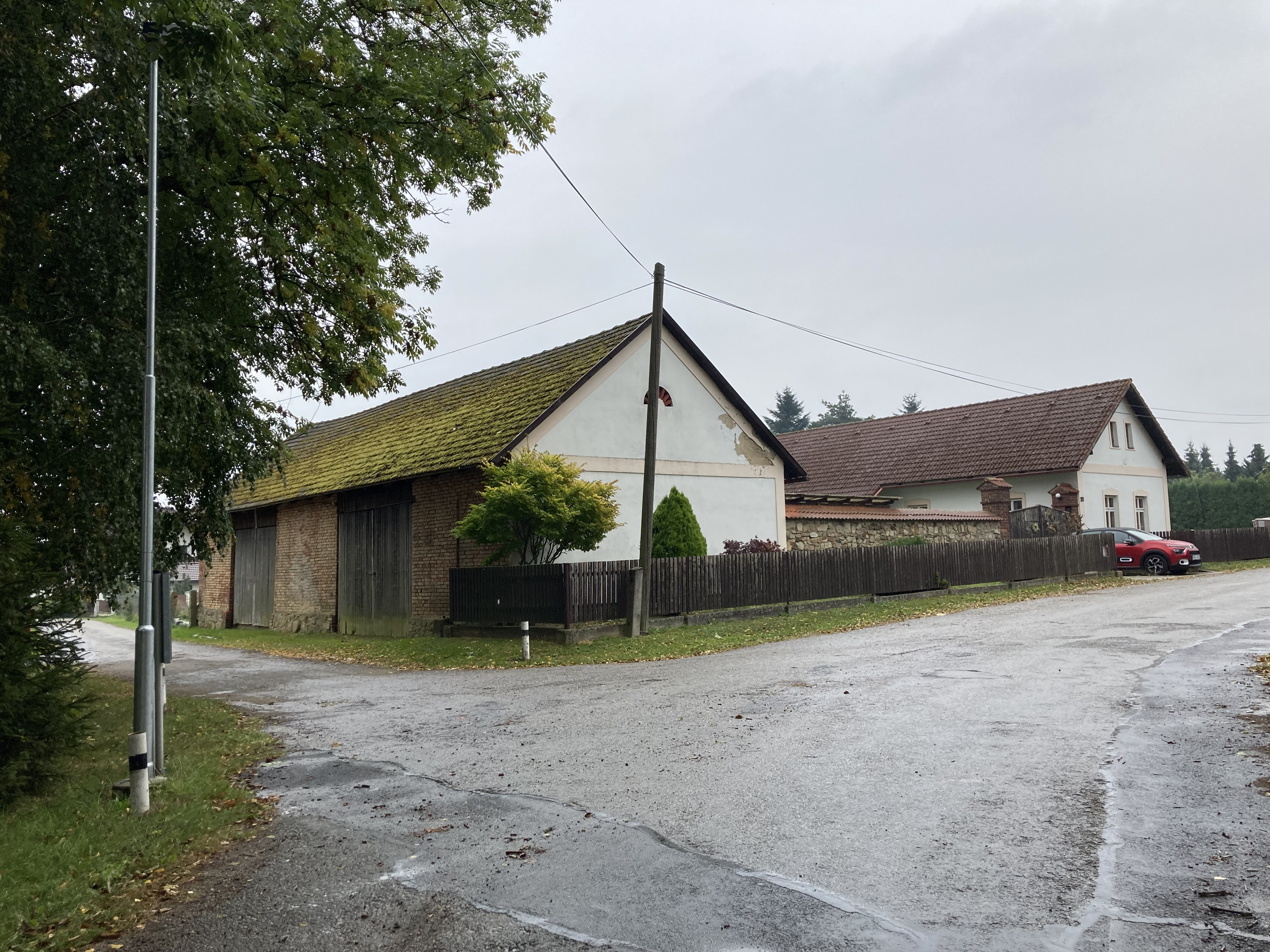
Čp. 21
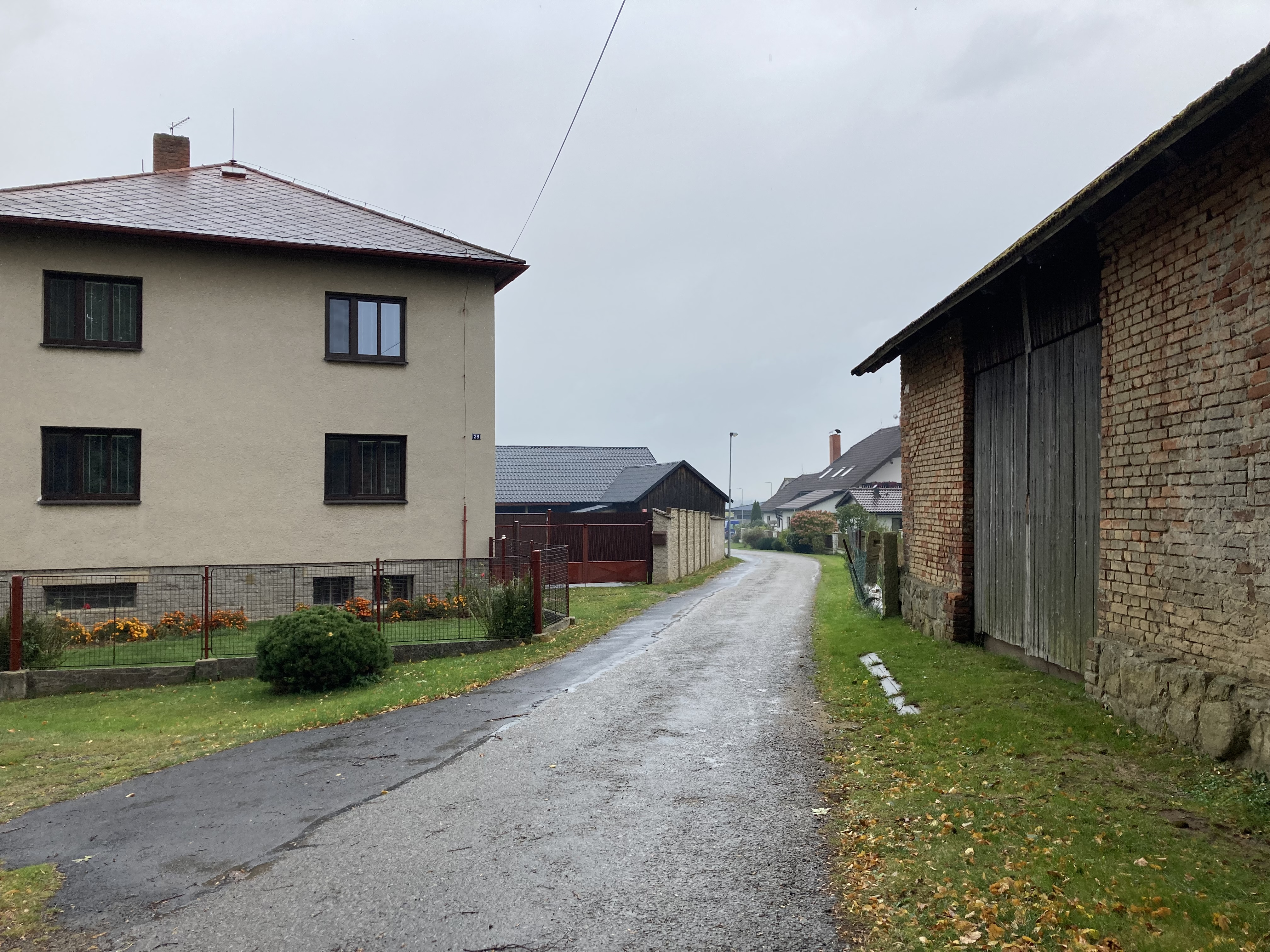
Čp. 29
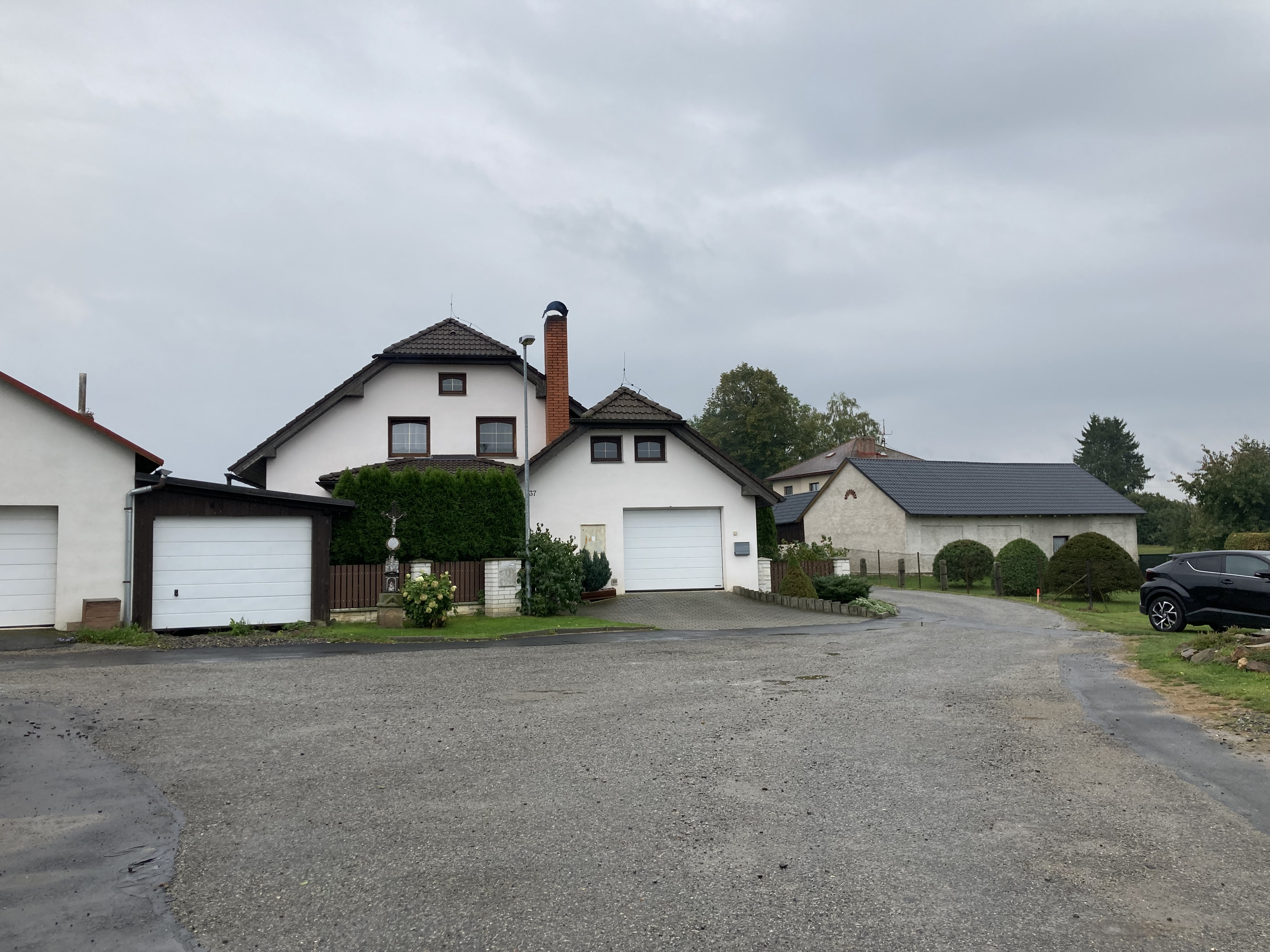
Čp. 137
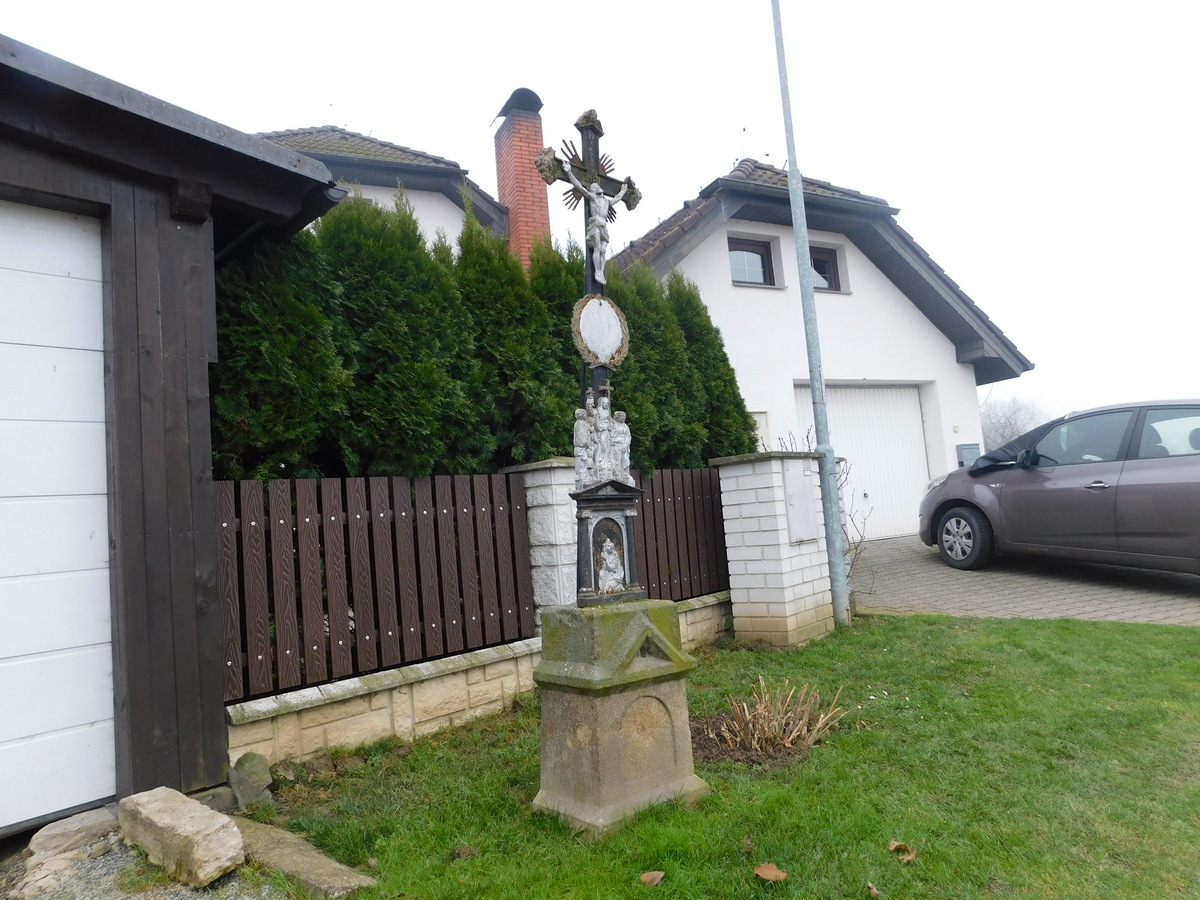
Kříž v Občinách (u čp. 137)